# Poa annua
Poa annua é uma espécie de planta com flor pertencente à família Poaceae. 
A autoridade científica da espécie é L., tendo sido publicada em Species Plantarum 1: 68. 1753.

## Nome Comum
Cabelo-de-cão, Cabelo-de-cão-anual; Erva-das-galinhas; Erva-negra; Pé-de-galinha; Pêlo-de-cão; Poa-anual; Poa-comum; Relva-dos-caminhos

## Portugal
Trata-se de uma espécie presente no território português, nomeadamente em Portugal Continental, no Arquipélago dos Açores e no Arquipélago da Madeira.
Em termos de naturalidade é nativa de Portugal Continental e do Arquipélago da Madeira e introduzida no Arquipélago dos Açores.

## Protecção
Não se encontra protegida por legislação portuguesa ou da Comunidade Europeia.